# 天津市政建设集团
天津市政建设集团有限公司，简称天津市政，成立于2007年5月，位于东丽区东丽湖渡假区，是天津市国资委管理的竞争类国有企业。
目前，天津市政的唯一股东是天津市人民政府国有资产监督管理委员会。